# Boița
Boița es una comuna ubicada en el distrito de Sibiu, Rumania.

## Superficie
Posee una superficie de 100,2 kilómetros cuadrados.

## Demografía
Hasta 2021 la población era de 1410 habitantes, con una densidad de población de 14,07 habitantes por kilómetro cuadrado.

## Historia
Al sur de la localidad se hallaba el castrum romano de Caput Stenarum.